# سرنا بناتو
سِـرِنا بناتو (ایتالیایی: Serena Bennato؛ زادهٔ ۱۸ اکتبر ۱۹۴۵ - ۱۱ مه ۲۰۲۰) بازیگر اهل ایتالیا است.
از فیلم‌ها یا سریال‌های تلویزیونی که وی در آن‌ها نقش داشته است، می‌توان به پدر ماتئو، ساقدوش، هم‌کلاسی‌ها، داستان پیرا، سفیدبرفی و همراهان، پیرینو، پزشک اس.ای.یو.بی.، بیست‌ساله بودن و معلم علوم تجربی اشاره نمود.